# His Double Life (film, 1912)
His Double Life est un film muet américain réalisé par Thomas H. Ince et sorti en 1912.

## Fiche technique
- Réalisation : Thomas H. Ince
- Durée : 10 minutes
- Date de sortie :  États-Unis : 23 juillet 1912

## Distribution
- Francis Ford
- Ethel Grandin
- Ray Myers
- J. Barney Sherry